# Steve Aoki
Steve Hiroyuki Aoki, més conegut com a Steve Aoki, (Miami, 30 de novembre de 1977) és un punxadiscos i productor musical estatunidenc d'electrohouse, fundador de la firma discogràfica Dim Mak Records.

## Primers anys
Steve Aoki va criar-se a Newport Beach (Califòrnia). Va graduar-se al Newport Harbor High School el 1995, fou un jugador estrella a l'equip universitari de futbol. El seu pare, Hiraoki Aoki, japonès nascut a Tòquio, i la seva mare era Kobayashi Chizuru. El seu pare era un antic lluitador de lluita lliure, qui també va fundar la cadena de restaurants Benihana. Té dos germans grans: Kana i Kevin. També té tres germanastres, totes més petites: Kyle, Echo i Devon Aoki. Quan era nen, Steve vivia amb el seu avi, la seva mare i els seus dos germans grans.
Va assistir a la Universitat de Califòrnia a Santa Barbara i es va graduar amb dos títols, un en estudis de la dona i un altre en sociologia. A la universitat, va produir les seves primeres produccions i realitzà concerts underground a Biko al Santa Barbara Student Housing Cooperative, que es trobava a Isla Vista, una zona residencial al custat de la UCSB. Com a sala de concerts, l'apartament va ser conegut com The pickle patch. Amb vint anys Aoki ja havia llançat la seva pròpia firma discogràfica, a la qual va anomenar Dim Mik en honor del seu horoi d'infància, Bruce Lee. També ha estat en moltes bandes, incloent This machine kills, que llançà un àlbum a la firma Ebullition Records, Esperanza, i The Fire Next Time.